# Philotheria ogadensis
Philotheria ogadensis är en insektsart som först beskrevs av Melichar 1904.  Philotheria ogadensis ingår i släktet Philotheria och familjen Dictyopharidae. Inga underarter finns listade i Catalogue of Life.